# 素養
| ウィキペディアには「素養」という見出しの百科事典記事はありません（タイトルに「素養」を含むページの一覧/「素養」で始まるページの一覧）。 代わりにウィクショナリーのページ「素養」が役に立つかもしれません。 |